# Reichsstraße 348
Die Reichsstraße 348 (R 348) war bis 1945 eine Staatsstraße des Deutschen Reichs, die nahezu vollständig auf bis 1938/1939 tschechischem Gebiet lag. Die Straße nahm ihren Anfang in Ebersbach/Sa. (heute Ortsteil von Ebersbach-Neugersdorf) an der Bundesstraße 96, überschritt sogleich die bis 1938 bestehende Reichsgrenze (der Abschnitt bis zur Bundesgrenze ist nicht als Bundesstraße ausgewiesen)  und führte über Rumburk (Rumburg) und Česká Kamenice (Böhmisch Kamnitz), wo die damalige Reichsstraße 352 (heutige Silnice I/13) gekreuzt wurde, Žandov (Sandau), Kravaře v Čechách (Graber) und von dort weiter auf der heutigen Silnice I/15 über Litoměřice (Leitmeritz), bis sie in Terezín (Theresienstadt) an der damaligen Reichsstraße 170 endete.
Ihre Gesamtlänge betrug rund 79 Kilometer.